# Leszek Rzepakowski
Leszek Rzepakowski (ur. 25 kwietnia 1957 w Warszawie) – polski lekkoatleta, specjalizujący się w biegu na 400 m przez płotki, mistrz Polski.

## Osiągnięcia
Wystąpił w biegu na 400 m przez płotki w finale Pucharu Europy w 1979 w Turynie, zajmując 7. miejsce, a także w superlidze Pucharu Europy w 1987 w Pradze, zajmując 8. miejsce
Był mistrzem Polski na 400 m przez płotki w  1979 oraz w sztafecie 4 × 400 m w 1983, 1985, 1986 i 1987, wicemistrzem na 400 m przez płotki w 1982 i 1983 oraz brązowym medalistą na 400 m przez płotki w 1980 i 1985.
W latach 1979–1985 wystąpił w ośmiu meczach reprezentacji Polski (11 startów), odnosząc jedno zwycięstwo indywidualne. Był zawodnikiem Wawelu Kraków i Skry Warszawa.

## Rekordy życiowe
- bieg na 200 metrów – 21,71 s. (14 czerwca 1987, Warszawa)[4]
- bieg na 400 metrów – 47,6 s. (14 lipca 1985, Bydgoszcz)[4]
- bieg na 400 metrów przez płotki – 50,16 s. (28 czerwca 1986, Grudziądz)[4][5] – 16. wynik w historii polskiej lekkoatletyki[6]